# سد شهر چای
سد شهر چای ارومیه یک سد خاکی- سنگریزه‌ای با هستهٔ رسی، به ارتفاع ۸۴ متر از سنگ بستر و طول تاج ۵۵۰ متر، بر روی رودخانه شهر چای، در فاصلهٔ ۱۲ کیلومتری جنوب غربی و در بالادست شهر ارومیه احداث شده‌است. فاصله نسبتا نزدیک سد شهرچای با شهر ارومیه می‌تواند خطری بالقوه جهت ساکنان مناطقی از شهر به هنگام سیلابهای ناگهانی ناشی از شکست سد باشد. مطالعات متعدد و متنوعی جهت بررسی نقاط پرخطر شهری مورد نیاز ویژه این شهر است.
هدف عمده ساخت این سد تأمین آب مورد نیاز شرب و صنعت ارومیه و تأمین نیاز آب کشاورزی اراضی واقع در پایین دست سد شهرچای می‌باشد.

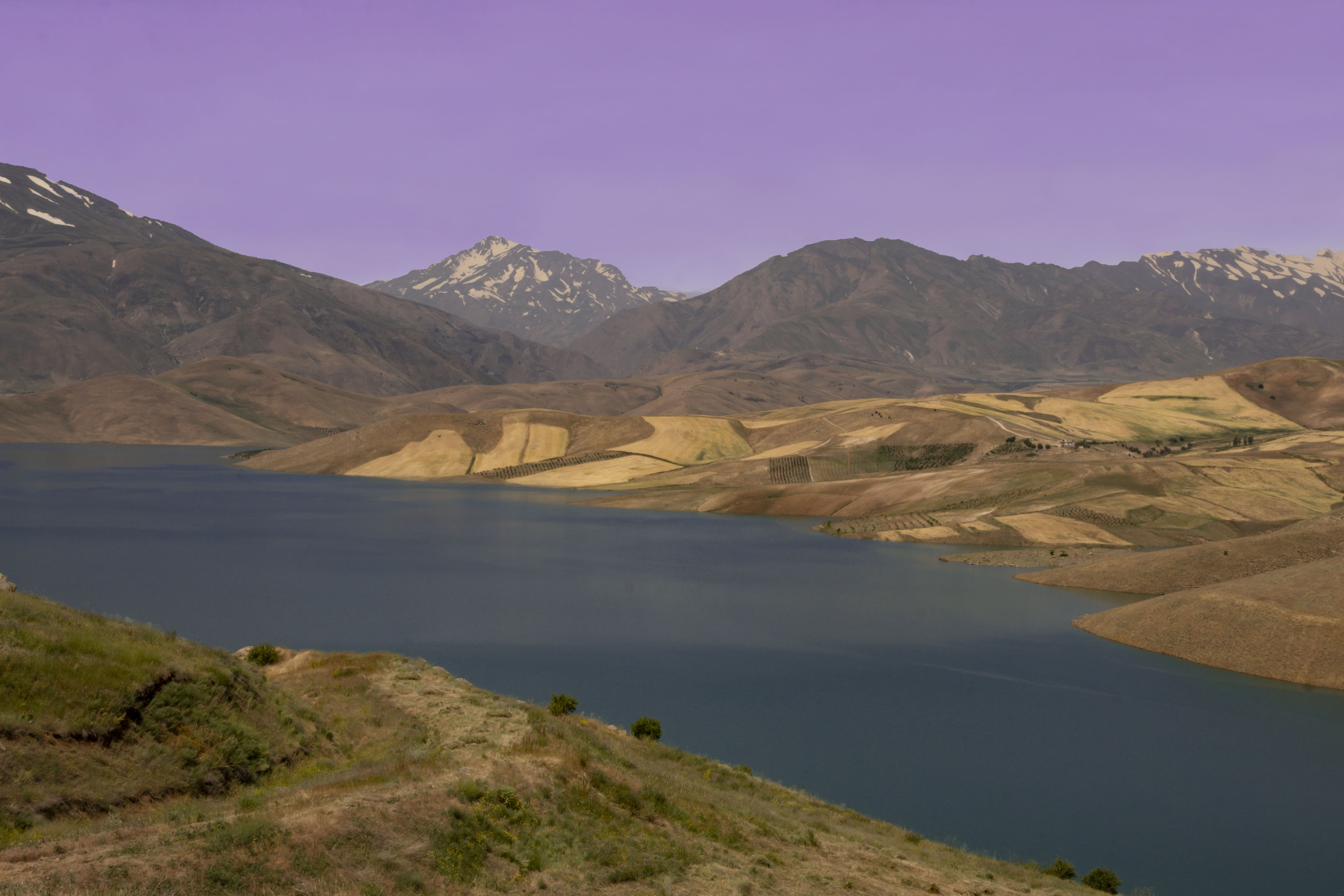
، آذربایجان غربی

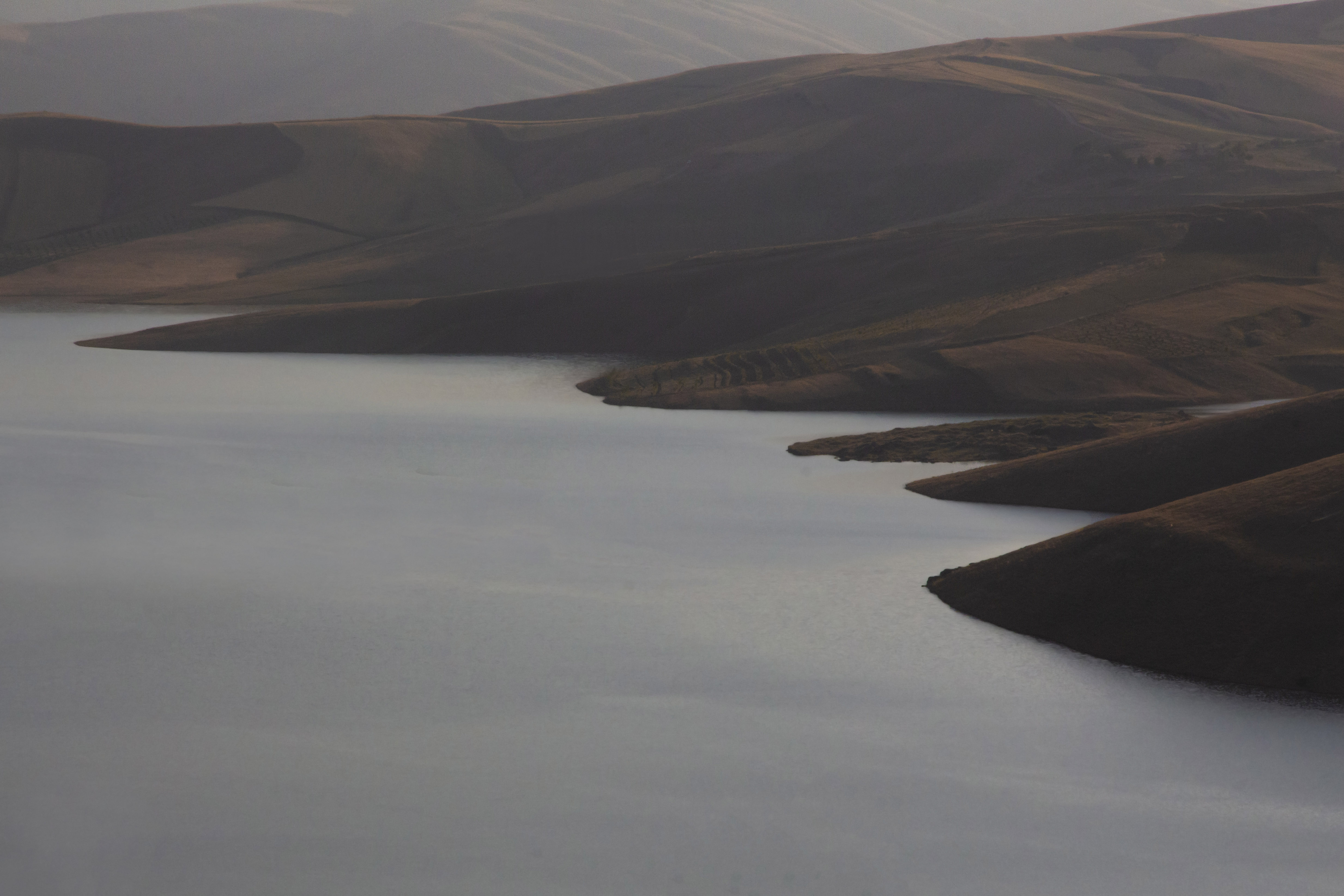
سد چای

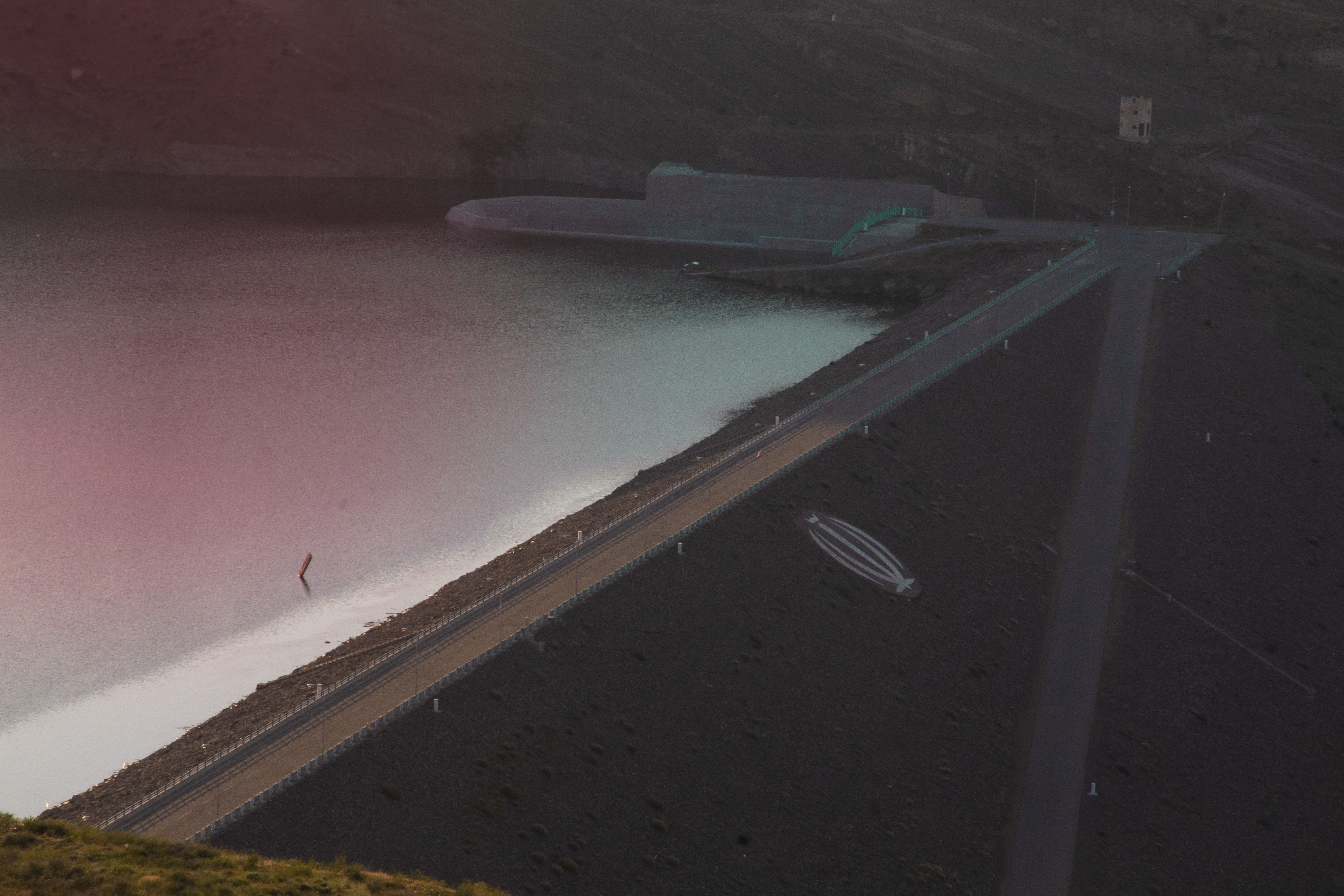
نمای جلویی سد شهر چای واقع در آذربایجان غربی